# Coccothrinax fagildei
Coccothrinax fagildei är en enhjärtbladig växtart som beskrevs av Attila L. Borhidi och O.Muniz. Coccothrinax fagildei ingår i släktet Coccothrinax och familjen Arecaceae.
Artens utbredningsområde är Kuba. Inga underarter finns listade i Catalogue of Life.